# Автономія (православ'я)
Автономія у православ'ї — це статус помісної церкви, яка має досить широку, але не повну самостійність. Термін «автономна церква» — новий, але явище це, коли та чи інша помісна церква мала досить широку, проте не повну самостійність, було відоме і в давнину, і в середньовіччі.
Головна відмінність між церквами автокефальними і автономними полягає в тому, що перші мають самостійний ланцюг апостольського спадкоємства і їх єпископи, включаючи предстоятеля церкви, поставляються архиєреями цих церков; автономні церкви такої незалежності позбавлені, їхні перші єпископи після обрання затверджуються предстоятелем кіріархальної церкви тобто материнської церкви, яка заснувала автономну. З цього випливають й інші обмеження самостійності автономної церкви: її статут затверджується кіріархальної церквою, що теж служить виразом канонічної залежності; в автономній церкві. підноситься ім'я Предстоятеля кіріархальної церкви; від неї Автономна церква. отримує святе миро, Автономна церква бере участь у витратах на утримання вищої влади кіріархальної Церкви; Предстоятель автономної церкви підсудний вищій судовій владі кіріархільної церкви. Автономна церква зазвичай має мале число єпископів.
Статус автономних церков — проміжний, перехідний, і тому в історії спостерігаються дві тенденції подальшого розвитку автономних Церков: одні Церкви з часом доростають до автокефалії і врешті-решт отримують її, інші ж втрачають автономію, перетворюючись в звичайні митрополичі округи або єпархії.
Підставою для проголошення автономії можуть служити різні чинники, найчастіше знаходження церкви поза межами держави, в якій знаходиться кіріархальна церква, а також географічна віддаленість і етнічна своєрідність. Історично проголошення автономії церкви часто йшло за здобуттям політичної самостійності держави, в якій знаходиться майбутня автономна церква. Так, в 1815 році було утворено Сербське князівство, пов'язане васальною залежністю з Портою, і в 1832 р Сербська церква отримала автономію. Втрата державної незалежності зазвичай веде і до скасування автономії. У 1878 році Боснія і Герцеговина звільнилися від влади Туреччини і були окуповані Австро-Угорщиною, через 2 роки Босно-Герцеговинська церква отримала автономію від Вселенського патріархату Константинополя, але з входженням Боснії до складу Югославії її автономія була скасована.

## Суть
Автономна православна церква — це помісна православна церква (до юрисдикції якої належить певна територія, на якій не повинні діяти інші помісні церкви). Як і автокефальна церква, вона є незалежною і самостійною в управлінні частиною Східної православної церкви. Автономна церква ні ієрархічно, ні адміністративно не є частиною іншої православної церкви. Відмінність від автокефалії полягає лише в тому, що її предстоятель, після обрання, має бути затверджений патріархом однієї з автокефальних церков. У випадку Японської православної церкви — це патріарх московський, у випадку Фінляндської православної церкви — Вселенський патріарх. РПЦвУ не є канонічно визнаною автономною церквою, а є лише «самоврядною церквою з правами широкої автономної», статус якої в східному православ'ї зустрічається лише в церквах Московського патріархату.
Залежність автономної церкви від автокефальної виражається в наступному:
- предстоятель автономної церкви поставляється предстоятелем материнської церкви;
- статут автономної церкви затверджується автокефальною церквою;
- автономна церква отримує від автокефальної церкви миро;
- ім'я предстоятеля материнської церкви виголошується в усіх храмах автономної церкви перед ім'ям її предстоятеля;
- предстоятель автономної церкви підсудний вищої судової інстанції материнської церкви[1].

## Список автономних православних Церков
- Синайська православна церква — автономна православна церква у складі Грецької православної церкви Єрусалиму, єдиний єпископ якої з титулом Архиєпископ Синайський, Фаранський і Раіфський отримує хіротонію від Патріарха Єрусалимського[1][4][2].
- Фінляндська православна церква — автономна православна церква у складі Вселенського патріархату Константинополя.[4][2]
- Японська православна церква — автономна православна церква у складі Московського патріархату.[4][2]
- Китайська православна церква — автономна православна церква у складі Московського патріархату яка відновлюється після "Культурної революції"[2].
- Естонська апостольсько-православна церква — автономна православна церква у складі Вселенського патріархату Константинополя.